# 中澤工
中澤工（日語：なかざわ たくみ、1976年11月19日－）是一名新潟縣出身的遊戲製作人。目前屬於Tookyo Games遊戲開發公司。其工作範疇覆蓋監督指導、企劃、製作到腳本執筆等等。

## 簡歷
1997年，進入KID。
2004年，在發表完『Remember11 -the age of infinity-』後離開KID轉去Regista。
2018年，通過打越鋼太郎等人的邀請，加入了Tookyo Games。

## 作品
監督
- infinity系列
  - Never7 -the end of infinity-
  - Ever17 -the out of infinity-
  - Remember11 -the age of infinity-
- Close to ～祈願之丘～
- Memories Off 2nd
- I/O
- Myself ; Yourself
- 秘密遊戲-殺手皇后-
- ROOT√DOUBLE Before Crime * After Days
- 秘密遊戲 代碼：修正
- Punch Line

腳本執筆
- infinityシリーズ
  - Never7 -the end of infinity-
  - Ever17 -the out of infinity-
  - Remember11 -the age of infinity-
- Close to ～祈願之丘～
- Memories Off 2nd
- 全部成為F -THE PERFECT INSIDER-
- I/O
- World's End Club

連載小說
- 繭裏〜小説「玉繭」舞台裏〜（電撃G'sマガジン）
- Myself ; Yourself（電撃G'sマガジン）

## 關聯項目
- 打越鋼太郎
- 阿保剛

## 外部連結
- ■1と0の間なNotebook■（本人Blog）（页面存档备份，存于）
- Regista（所屬公司）（页面存档备份，存于）

1. ↑  猫村ノ村長. . 游戏时光. 2018-09-11  [2022-08-21]. （原始内容存档于2018-09-15） （中文）.